# Walter Mosley

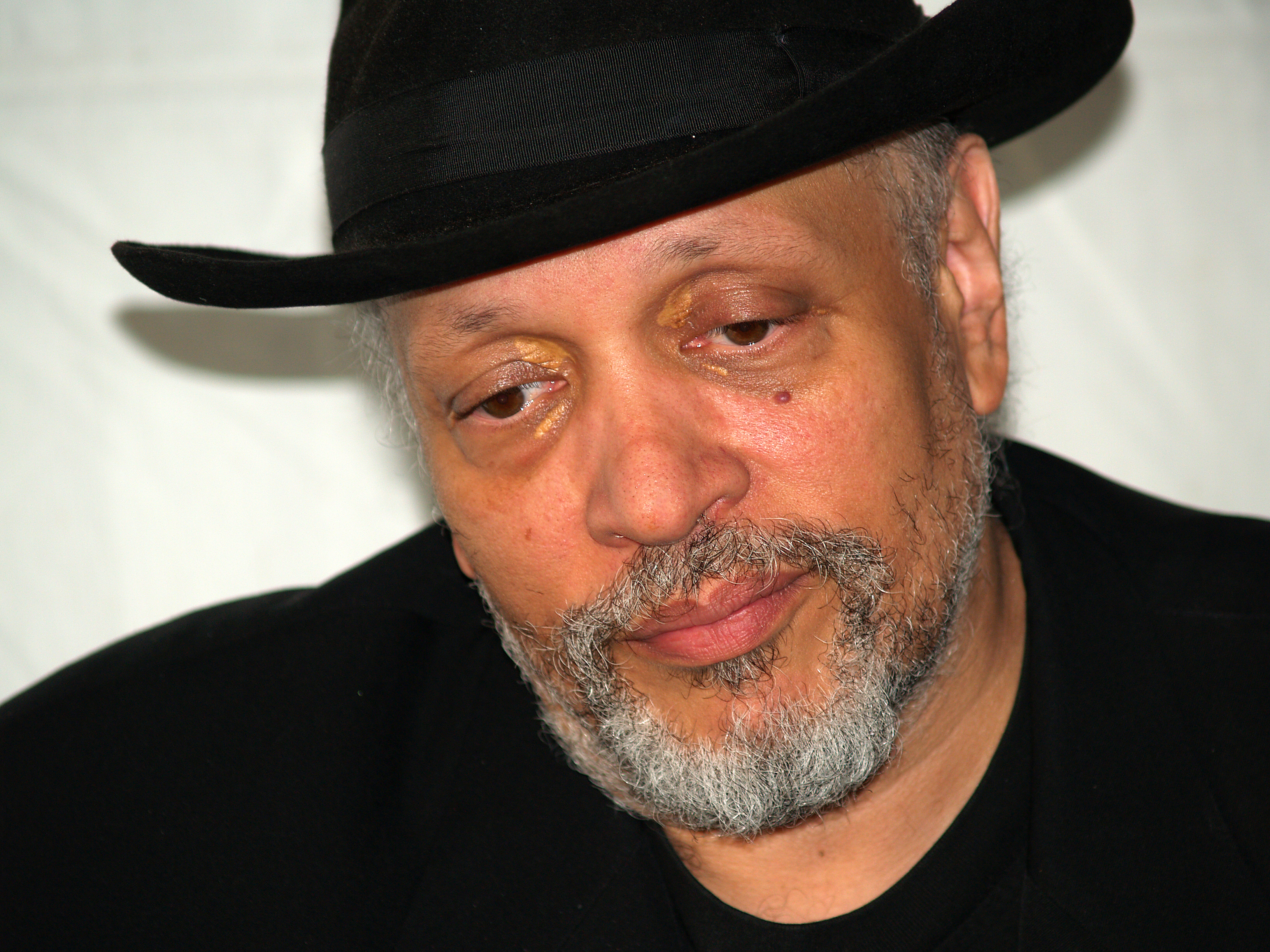
Walter Mosley, 2007

Walter Mosley (* 12. Januar 1952 in Los Angeles, USA) ist ein US-amerikanischer Schriftsteller hauptsächlich von Kriminalromanen. Gelegentlich tritt er auch als Drehbuchautor in Erscheinung.

## Leben
Mosley wuchs als Kind einer polnisch-jüdischen Mutter (geb. Slatkin) und eines afroamerikanischen Vaters aus Louisiana in Watts auf, einem Bezirk von Los Angeles mit einem traditionell hohen Anteil an schwarzen und hispanischen Einwohnern. Nach einer Aussteiger-Phase in Europa und Kalifornien studierte er an verschiedenen Colleges und machte schließlich einen Abschluss in Politikwissenschaft. 1981 zog er nach New York. 1986, im Alter von 34, begann er mit Unterstützung seiner damaligen Kursleiterin Edna O’Brien zu schreiben und veröffentlichte vier Jahre später den ersten Roman einer Reihe von Kriminalromanen um den schwarzen Privatdetektiv Easy Rawlins, die ihn berühmt machte. Es folgten viele weitere Kriminalromane, aber auch Science-Fiction- und Jugendbücher sowie Sachbücher und 2010 ein erstes Bühnenstück. Mehrere seiner Werke wurden seit Mitte der 1990er Jahre verfilmt. Mosley war dabei mehrfach auch als Drehbuchautor und ausführender Produzent beteiligt.
Walter Mosley gilt als einer der profiliertesten Vertreter der afroamerikanischen Kultur und lebt heute in New York.

## Auszeichnungen und Preise
- 1991 CWA John Creasey Memorial Dagger für Devil in a Blue Dress (dt. Teufel in Blau. Knaus, München 1992)
- 1991 Shamus Award – Best First Novel dto.
- 2004 Nero Wolfe Award für Fear Itself
- 2016 Edgar Allan Poe Award: Grand Master Award (für das Lebenswerk)
- 2019 Edgar Allan Poe Award Kategorie Bester Roman – Best Novel für Down the River Unto the Sea
- 2023 CWA Diamond Dagger für sein Lebenswerk
- 2024 Mitglied der American Academy of Arts and Sciences

## Werke

### Easy-Rawlins-Serie
- 1990 Devil in a Blue Dress
  - Teufel in Blau, dt. von Thomas Mohr, Knaus: München 1992. ISBN 3-8135-0997-4
- 1991 A Red Death
  - Roter Tod, dt. von Thomas Mohr, Knaus: München 1993. ISBN 3-8135-0944-3
- 1992 White Butterfly
  - Der weiße Schmetterling, dt. von Dietlind Kaiser; Knaus: München 1995. ISBN 3-8135-2432-9
- 1994 Black Betty
  - Black Betty, dt. von Dietlind Kaiser; Knaus: München 1996. ISBN 3-8135-2621-6
- 1996 A Little Yellow Dog
- 1997 Gone Fishing
  - Fische fangen, dt. von Dietlind Kaiser; Knaus: München 2001. ISBN 3-8135-0148-5
- 2002 Bad Boy Brawley Brown
  - Auf Abwegen, dt. von Rainer Schmidt; Argon: Berlin 2003. ISBN 3-87024-612-X
- 2003 Six Easy Pieces
- 2004 Little Scarlet
  - Little Scarlet; dt. von Uda Strätling; Fischer: Frankfurt am Main 2007. ISBN 3-596-16833-3
- 2005 Cinnamon Kiss
  - Cinnamon Kiss, dt. von Uda Strätling; Fischer: Frankfurt am Main 2009. ISBN 978-3-596-17992-3
- 2007 Blonde Faith
  - Blonde Faith; dt. von Uda Strätling; Fischer: Frankfurt am Main 2010. ISBN 978-3-596-18265-7

### Socrates-Fortlow-Serie
- 1997 Always Outnumbered, Always Outgunned
  - Socrates in Watts, dt. von Pieke Biermann; Union: Zürich 2000. ISBN 3-293-20166-0
- 1999 Walkin’ the Dog
  - Socrates’ Welt, dt. von Pieke Biermann; Union: Zürich 2001. ISBN 3-293-00290-0
- The Right Mistake: The Further Philosophical Investigations of Socrates Fortlow

### Fearless-Jones-Serie
- 2001 Fearless Jones
- 2003 Fear Itself
- 2006 Fear of the Dark

### Leonid-McGill-Serie
- 2009 The Long Fall
  - Manhattan Karma, dt. von Kristian Lutze; Suhrkamp, Berlin 2011. ISBN 978-3-518-46255-3
- 2010 Known to Evil
  - Falscher Ort, falsche Zeit, dt. von Kristian Lutze; Suhrkamp, Berlin 2011. ISBN 978-3-518-46287-4
- 2011 When the Thrill Is Gone
  - Bis dass der Tod uns scheidet, dt. von Peter Torberg; Suhrkamp, Berlin 2012. ISBN 978-3-518-46336-9
- 2012 All I Did Was Shoot My Man
  - Manhattan Fever, dt. von Kristian Lutze; Suhrkamp, Berlin 2013. ISBN 978-3-518-46446-5

### Science Fiction
- 1998 Blue Light
- 2001 Futureland: Nine Stories of an Imminent World
- 2005 The Wave

### Jugendliteratur
- 2005 47

### Comic
- 2005 Maximum Fantastic Four (zusammen mit Stan Lee und Jack Kirby)

### Andere Werke
- 1995 RL’s Dream (Roman)
  - Mississippi Blues, dt. von Dietlind Kaiser, Knaus: München 1997. ISBN 3-8135-0046-2
- 1993 The Watts Lion – The New Mystery (Anthologie)
- 1997 Thick Headed – The Plot Thickens (Anthologie)
- 2004 The Man in My Basement
- 2005 Walking the Line
- 2006 Fortunate Son
- 2007 Diablerie
- 2008 The Tempest Tales
- 2010 The Last Days of Ptolemy Grey
- 2006 Killing Johnny Fry: A Sexistential Novel
  - Rache an Johnny Fry, dt. von Michael Zauner; Bloomsbury: Berlin 2007. ISBN 3-8270-0690-2

### Sachliteratur
- 2000 Workin' on the Chain Gang: Shaking off the Dead Hand of History
- 2003 What Next: An African American Initiative Toward World Peace
- 2006 Life Out of Context: Which Includes a Proposal for the Non-violent Takeover of the House of Representatives
- 2007 This Year You Write Your Novel

## Verfilmungen und Drehbücher
- 1995 Episode Fearless der Fernsehserie Fallen Angels, nach Mosleys gleichnamiger Erzählung; Regie: Jim McBride; dt. Fearless, mein Freund, aus der Serie Gefallene Engel bzw. Perfect Crimes, ausgestrahlt auf arte 1996
- 1995 Teufel in Blau, Regie: Carl Franklin
- 1998 Always Outnumbered – Mit dem Rücken an der Wand, (Fernsehfilm), Regie: Michael Apted
- 2007 Little Brother, (Episode 5 in Masters of Science Fiction hosted by Stephen Hawking)
- seit 2018 Snowfall (Fernsehserie)
- 2022 Die letzten Tage des Ptolemy Grey (The Last Days of Ptolemy Grey, Miniserie)